# Pseudbarydia japeta
Pseudbarydia japeta är en fjärilsart som beskrevs av Pieter Cramer 1781. Pseudbarydia japeta ingår i släktet Pseudbarydia och familjen nattflyn. Inga underarter finns listade i Catalogue of Life.

## Bildgalleri

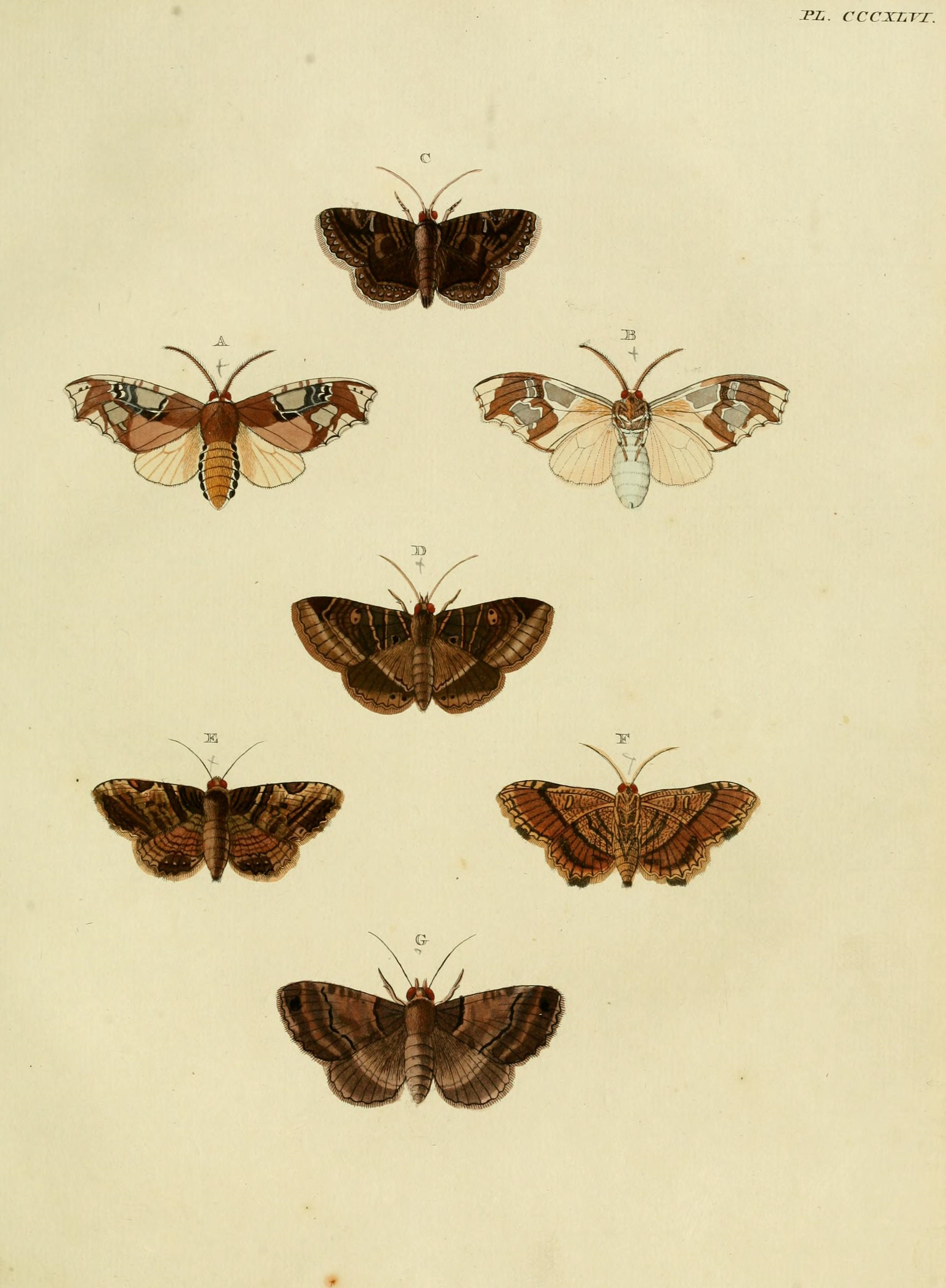